# Pillowlavaspitze
Pillowlavaspitze är en bergstopp i Antarktis. Den ligger i Östantarktis. Nya Zeeland gör anspråk på området. Toppen på Pillowlavaspitze är 215 meter över havet.
Terrängen runt Pillowlavaspitze är bergig. Trakten är obefolkad. Det finns inga samhällen i närheten. 